# 貫休

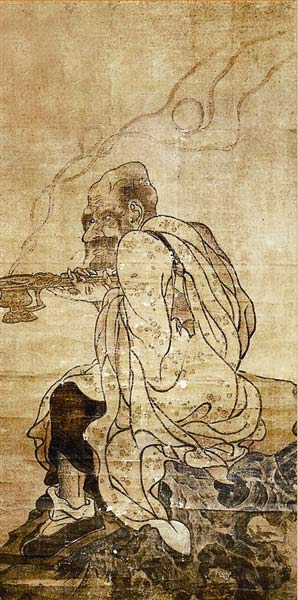
貫休《十六罗汉图》中的因揭陀尊者

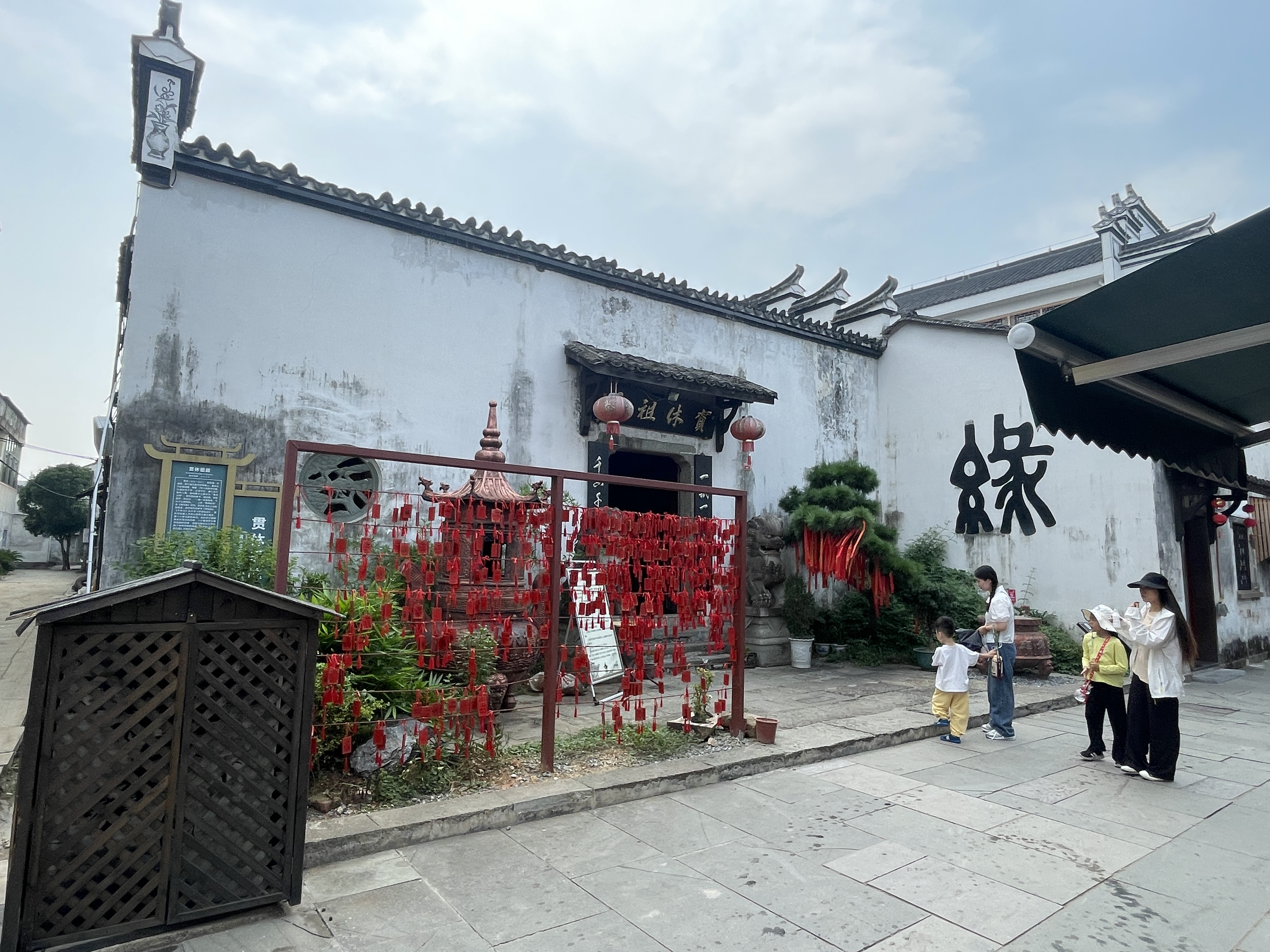
游埠镇贯休祖庭

贯休（832年—912年），又称貫休法師，字德隐，俗姓姜氏，兰溪人，是唐末至五代十國時期的和尚。

## 生平
貫休出生於詩書官宦人家，七岁時便在和安寺出家。曾为吴越武肃王钱镠所重，贯休有诗賀之：“贵逼身来不自由，几年勤苦蹈林丘。满堂花醉三千客，一剑霜寒十四州。莱子衣裳宫锦窄，谢公篇咏绮霞羞。他年名上凌烟阁，岂羡当时万户侯”。钱镠传令贯休将“十四州”改为“四十州”，才许相见。贯休不肯改，說：“州亦難添，詩亦難改。閒雲野鶴，何天不可飛耶！”遂拂袖而去。中和元年(881) ，离开江东，流亡到荆湘一带。中和四年左右，返婺州主持戒坛。
乾寧三年至荆南，节度使成汭很禮遇他。天復元年成汭欲貫休授书法，贯休推說：“此事须登坛可授，安得草草而言！”，成汭聞言大怒，命人押送出荆州。天復三年（903年）入蜀。至益州，受前蜀王建所礼遇，“过秦主待道安之礼”，王建为贯休建龙华禅院，署号禅月大师或稱呼得得来和尚。
贯休精通詩畫，辛文房曾盛赞贯休：“天赋敏速之才，笔吐猛锐之意，昔谓龙象，蹴踏非驴所堪，果僧中之一豪也。”尤其聞名於繪畫羅漢，“胡貌梵相，曲尽其态”。《宣和画谱》说贯休罗汉“状貌古野，殊不类世间所传，丰颐蹙额，深目大鼻，或巨颡槁项，黝然若夷獠异类。”相传其“真本在豫章西山云堂院供养，……迎请祈雨，无不应验。”一說米芾的字师法贯休。有诗文集《西岳集》传世。晚年居唐山十四年。與齊己、皎然皆以詩聞名，並稱為“唐三高僧”，後人編纂《唐三高僧詩集》。乾化二年（915年）以八十一歲圓寂於前蜀。